# イッセー尾形の「たった二人の人生ドラマ」
イッセー尾形の「たった二人の人生ドラマ」（イッセーおがたの「たったふたりのじんせいドラマ」）は、NHK福岡放送局の制作により、2006年8月13日 23:25 - 翌0:23に、NHK総合テレビで全国放送されたテレビドラマ。主演はイッセー尾形。

## 概要
イッセー尾形が地元である福岡の中洲の屋台を舞台に、各話で大泉洋、小松政夫、石田ゆり子の3人とそれぞれ二人芝居を行う。イッセーは各話ごとに全く別のキャラクターを演じている。決められているのは二人の関係だけで、台詞などはすべてアドリブで進行していく即興劇となっている。
本作を視聴した三谷幸喜は、大泉について「イッセーさんがいろいろ仕掛けてくるのを、大泉さんは全部きちんと受けて、リアルに反応して返すんですよね。それが本当におもしろくて。まだ知り合う前だったんですが、『この人は本来は受けの人なんだ』と思った」と話している。

## 出演
- イッセー尾形
- 大泉洋（Episode1「妻よ」）
- 小松政夫（Episode2「転勤ですか？」）
- 石田ゆり子（Episode3「再開」）
- 語り：和田源二（NHKアナウンサー）

## キャスト
- 演出：西川毅
- 構成：森田雄三
- 音響効果：田村崇典
- 美術：山口高志
- 美術進：日高剛
- 撮影：緒方雅人
- 技術：堺浩晃
- 照明：梶原公隆
- 音声：奥山操
- 映像技術：齋藤はるか
- 編集：城島純一
- 制作統括：井上啓輔
- 制作：NHK福岡放送局